# Paul Laine
Paul Robert Laine es un cantante canadiense. Inició su carrera profesional como solista y luego se convirtió en el vocalista de la banda de glam metal Danger Danger por once años. Luego creó su propia banda llamada Shugaazer. Más adelante formó una agrupación llamada Darkhorse, cuyo álbum Let It Ride fue lanzado el 29 de abril de 2014. También se reunió con sus antiguos compañeros en Danger Danger Bruno Ravel y Rob Marcello para formar el proyecto The Defiants, lanzando su álbum debut el 15 de abril de 2016.

## Discografía

### Solista
- Stick It in Your Ear (1990)
- Can't Get Enuff (1996)

### Con Danger Danger
- Dawn (1995)
- Four the Hard Way (1998)
- The Return of the Great Gildersleeves (2000)
- Cockroach (2001)
- Live and Nude (2005)

### Con Shugaazer
- Shift (2004)

### Con Anderson-Laine-Readman
- III (Three) (2006)

### Con Darkhorse
- Let It Ride (2014)

### Con The Defiants
- The Defiants (2016)
- Zokusho (2019)
- Drive (2023)